# Alaska

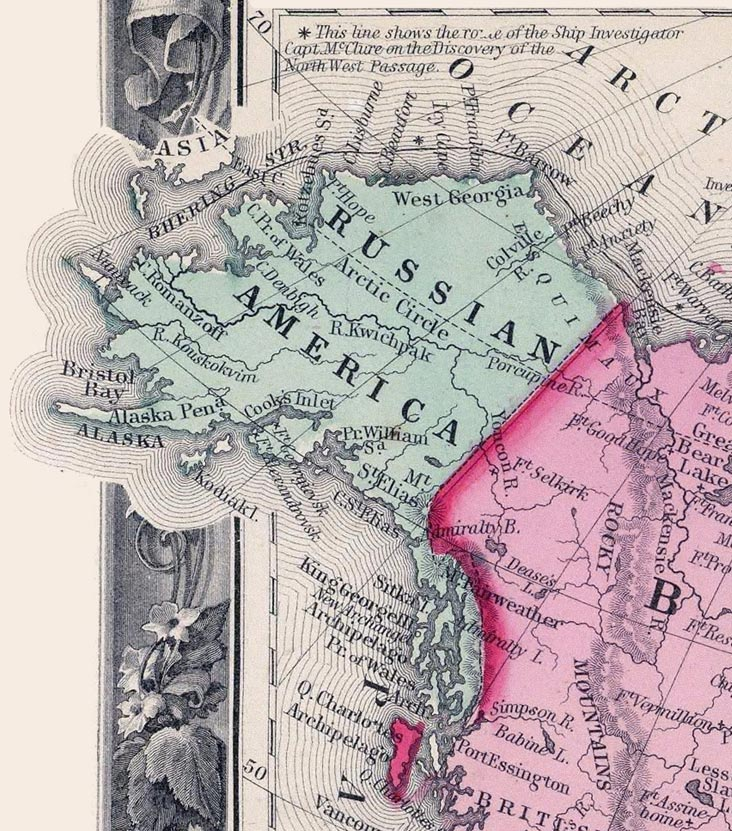
Russisch Amerika

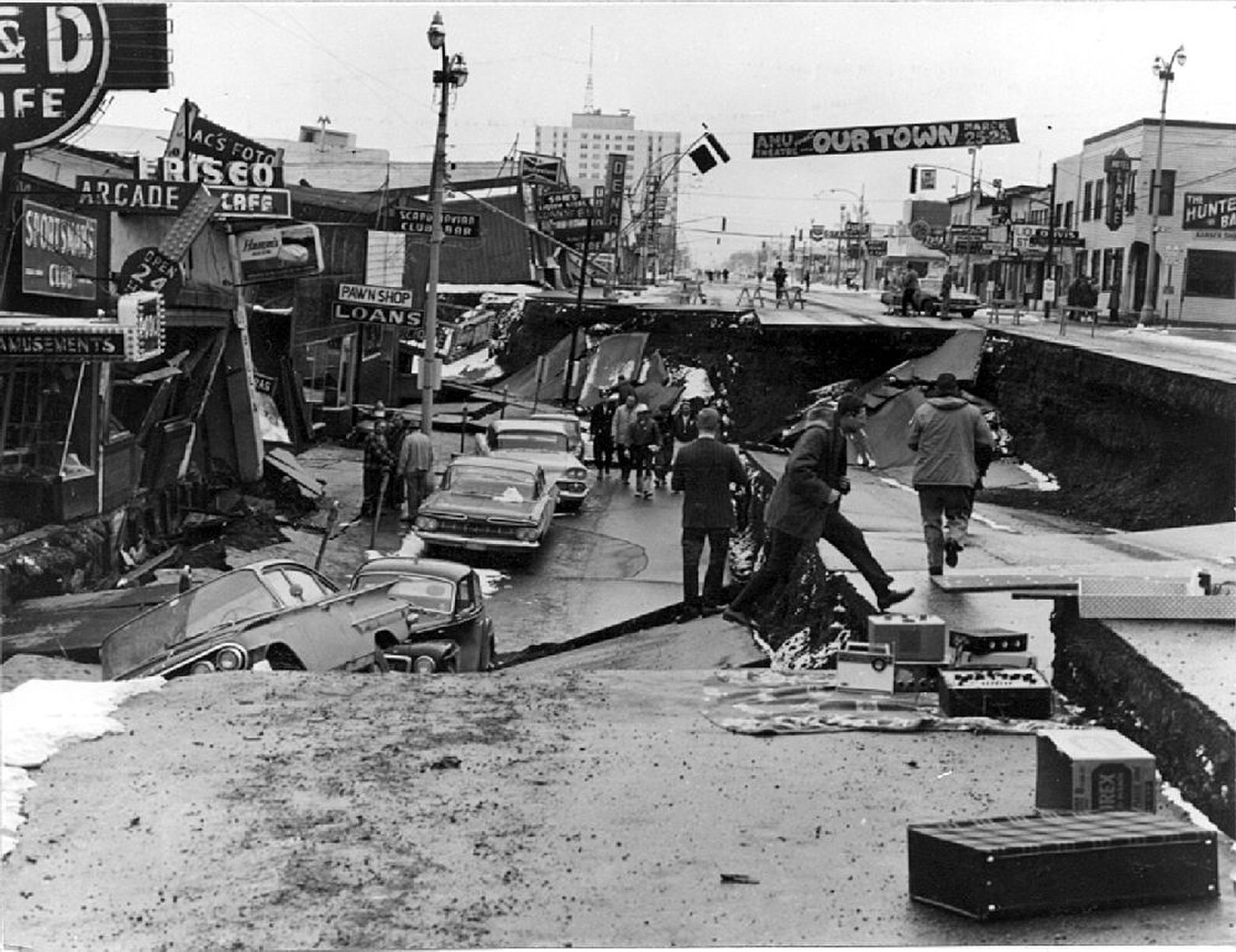
Ravage in Anchorage na de aardbeving van 1964

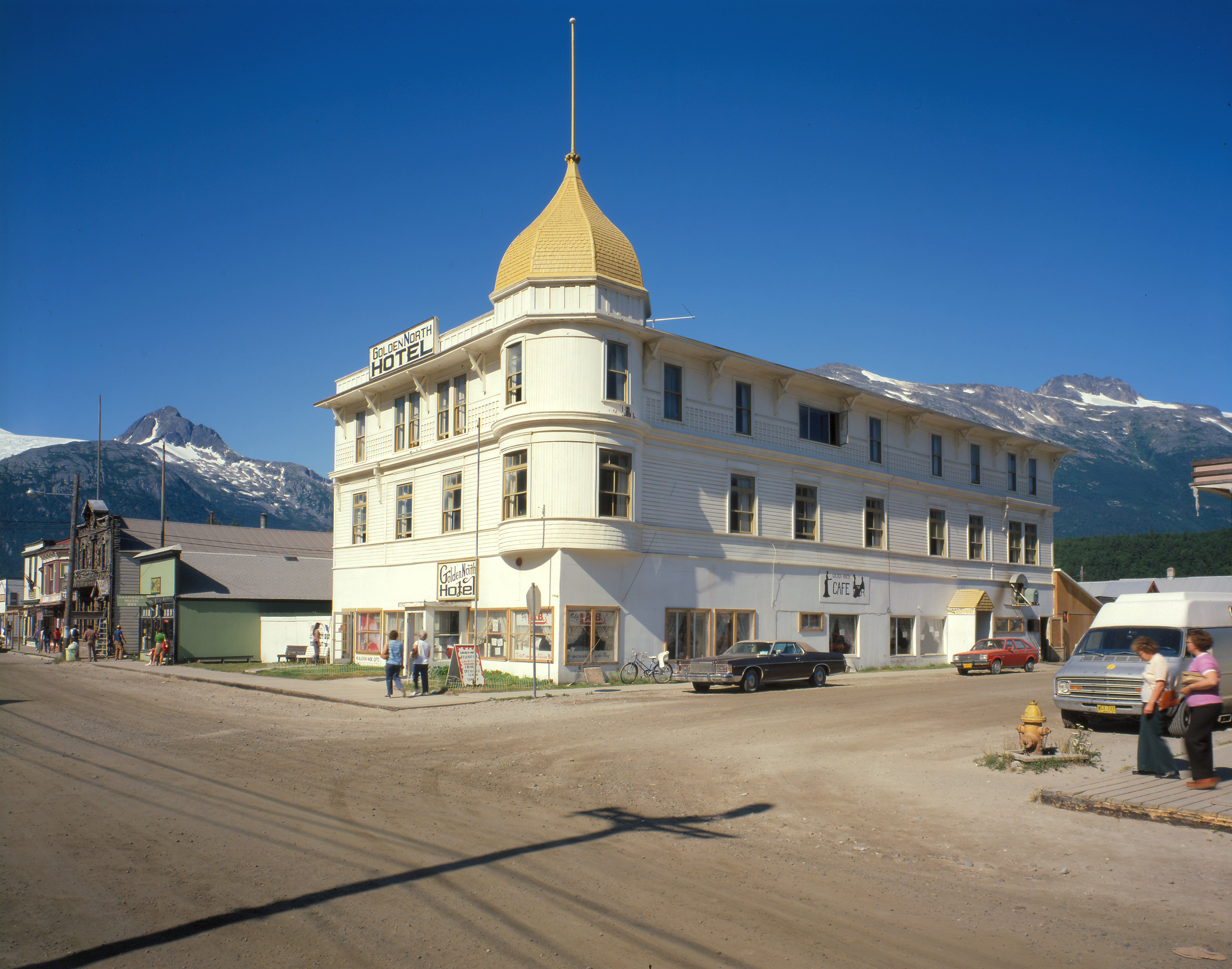
Skagway, Alaska

Alaska is een van de vijftig staten van de Verenigde Staten. De staat grenst in het oosten aan Canada en is verder omringd door de Grote Oceaan, de Beringzee en de Noordelijke IJszee. De hoofdstad van Alaska is Juneau.
Alaska is de grootste staat van de Verenigde Staten. De oppervlakte van de staat bedraagt 1.481.347 km². Hiermee is Alaska ongeveer net zo groot als Spanje, Frankrijk, Duitsland en de Benelux samen. Met een bevolking van bijna 800.000 inwoners is Alaska de staat met het op drie na kleinste inwonertal van de Verenigde Staten en de laagste bevolkingsdichtheid. Ongeveer de helft van de inwoners van de staat woont in de buurt van of in de stad Anchorage.
Alaska werd op 30 maart 1867 door Rusland verkocht aan de Verenigde Staten voor 7,2 miljoen Amerikaanse dollar. Op 11 mei 1912 werd Alaska officieel een incorporated territory en op 3 januari 1959 de 49ste staat van de Verenigde Staten.
De naam "Alaska" (Аляска) werd al in de Russische periode gebruikt. De naam werd eerst alleen gebruikt voor het Alaska-schiereiland, wat was afgeleid van het Aleoetische "alaxsxaq", wat "vasteland" betekent.

## Geschiedenis
Het gebied dat nu de staat Alaska vormt werd circa 12.000 jaar geleden voor het eerst gekoloniseerd door Eskimovolkeren als de Aleoeten, Joepiken en Inuit en door diverse indianenstammen, zoals de aan de kust wonende Tlingit en Haida en de bij de Na-Dene horende Athabasken in het binnenland. 
Deze inheemse Alaskanen bereikten Alaska via de Beringlandbrug, de toen drooggevallen of dichtgevroren Beringstraat. De meesten trokken uiteindelijk verder Noord- en Zuid-Amerika in.
De eerste ontdekkingsreizigers en pioniers die het gebied verkenden kwamen uit Rusland. Een expeditie onder Ivan Fjodorov en Michail Gvozdev bereikte in 1732 Kaap Prince of Wales. De Russen waren vooral geïnteresseerd in de lucratieve handel in bont. Op 20 augustus 1741 bereikte de Deens-Russische ontdekkingsreiziger Vitus Bering tijdens een van zijn expedities de Golf van Alaska en zag Mount Elias. Hij landde op Kayakeiland en voer langs het Kenaischiereiland en Kodiakeiland. Gedeeltelijk de Aleoeten volgend, voer het schip terug naar het Kamtsjatkaschiereiland, in Rusland, en landde uiteindelijk op Avatsjaeiland. Daar overleed Bering tijdens de overwintering aan scheurbuik. De zee tussen Rusland en het pas ontdekte Alaska werd door de Russen de Beringstraat genoemd. De Russen vestigden een aantal nederzettingen in wat bekend werd als Russisch-Amerika (of Russisch-Alaska).

### Aankoop door de Verenigde Staten
Alaska werd op 30 maart 1867 door de Verenigde Staten gekocht, op initiatief van Minister van Buitenlandse Zaken William Seward. De Verenigde Staten betaalden slechts 7.200.072 dollar voor het gebied, omdat Rusland dacht dat het land weinig waard was. De aankoop van Alaska was niet erg populair in de Verenigde Staten en werd ook wel eens Seward's Folly genoemd.
De formele soevereiniteitsoverdracht vond op 18 oktober 1867 plaats, een datum die sindsdien gevierd wordt als Alaska Day. Tot 1884 heette de toekomstige staat Department of Alaska en daarna, tot 1912 District of Alaska. In 1912 werd het gebied formeel een territorium van de Verenigde Staten en 47 jaar nadien, op 3 januari 1959, werd het als 49e staat tot de Unie toegelaten.
In de tijd sinds de aankoop is gebleken hoe weinig er destijds voor het gebied is betaald. Goud, steenkool, aardolie en andere natuurlijke hulpbronnen die nu in Alaska worden ontgonnen hebben de staat welvarend gemaakt. Bovendien was de ligging van het gebied uiterst strategisch zowel met betrekking tot de Pacifische Oorlog als de Koude Oorlog. Als de aankoop van Alaska niet had plaatsgevonden had de Sovjet-Unie een bruggenhoofd in Noord-Amerika gehad.

### Tweede Wereldoorlog tot heden
Tijdens de Tweede Wereldoorlog werden enkele eilanden in de Aleoeten door Japanse troepen ingenomen als afleidingsmanoeuvre van de aanstaande Slag om Midway. Attu, Agattu en Kiska werden hiermee het enige deel van de huidige Verenigde Staten dat tijdens de oorlog door vijandige troepen werd bezet.
Op Goede Vrijdag in 1964 werd Alaska getroffen door de Goede Vrijdag-aardbeving, een van de krachtigste aardbevingen die ooit zijn geregistreerd. De beving, die een kracht van 9,2 op de schaal van Richter had, kostte 131 mensen hun leven, merendeels door de tsunami die de beving had veroorzaakt.
Om de bewoners van Alaska mee te laten delen in de opbrengsten van het delven van grondstoffen, werd in 1976 het Alaska Permanent Fund opgericht. Hierdoor kreeg de staat meer inkomsten.
Aan het begin van de 21e eeuw was Alaska nog steeds een van de minst bevolkte staten van de Verenigde Staten met een bevolkingsdichtheid van slechts 0,42 per km².

## Geografie
De staat Alaska beslaat 1.717.854 km², waarvan 1.481.347 km² land en 204.425 km² water. Het is daarmee verreweg de grootste van de vijftig staten. Alaska is ruim tweemaal zo groot als Texas, de eerstvolgende staat van de V.S. in oppervlakte. Alaska ligt voor het grootste deel in de Alaskatijdzone terwijl een deel van de Aleoeten in de Hawaï-Aleoetische tijdzone ligt. Het noorden van Alaska reikt tot boven de poolcirkel.
Alaska grenst in het oosten aan Canada en aan geen van de andere Amerikaanse staten. Het zuiden van de staat ligt aan de Stille Oceaan, het westen aan de Beringzee en het noorden aan de Noordelijke IJszee. Alaska telt veel eilanden, zoals de Aleoeten, Kodiak Island, Saint Lawrence Island en de eilanden van de Alexanderarchipel. De zuidelijke smalle landstrook die zich naar het zuiden toe uitstrekt wordt de Alaska Panhandle ('pannensteel van Alaska') genoemd.
Alaska is de noordelijkste en de westelijkste staat van de Verenigde Staten. Tegelijkertijd is het op basis van de lengtegraad van enkele Aleoeten op het oostelijk halfrond ook de meest oostelijke staat van de Verenigde Staten.
Een groot deel van de staat wordt gedomineerd door diverse gebergten. De Denali is met 6194 m de hoogste berg in Noord-Amerika. De belangrijkste rivier is de Yukon, die van het gelijknamige Canadese territorium naar de Beringzee stroomt.
Alaska kent vele beschermde natuurgebieden zoals nationale parken en andere beschermde ecosystemen. Ruim 65% van Alaska is in handen van de Federale overheid, voor het merendeel als natuurgebied.
De hoofdstad Juneau is de enige staatshoofdstad van de Verenigde Staten die slechts per vliegtuig of schip is te bereiken. Er leiden geen wegen van Juneau naar de rest van de staat of naar Canada.

## Demografie
Bij de volkstelling van 2000 telde Alaska 626.932 inwoners waarvan ongeveer 67% van de bevolking in stedelijke gebieden woont. Dit komt neer op 0,44 per km², waarmee het de dunstbevolkte staat van Amerika is. Bijna 16% van de bevolking is van Indiaanse of Eskimo afkomst, het hoogste percentage van alle staten.
In 2009 was het inwoneraantal gegroeid tot 698.473, hiervan is 47,9% vrouw.
De volkstelling van 2020 bracht het inwonertal op 733.391. De zuidkust van de staat is het meest dichtbevolkt.
In 2020 waren de belangrijkste steden Anchorage (291.247 inwoners), de hoofdstad Juneau (32.255) en de universiteitsstad Fairbanks (95.655).

## Economie
Veruit de belangrijkste bron van inkomsten voor Alaska is de oliewinning. Als Alaska een land zou zijn, dan is door het grote belang van de olie, de economische situatie zeer goed vergelijkbaar met die van OPEC-landen als Koeweit en Saoedi-Arabië. Verder zijn mijnbouw, militaire bases alsmede andere overheidsdiensten belangrijk. Na olie zijn visserijproducten het belangrijkste exportproduct van de staat. Het toerisme vertoont een sterke groei. Het bruto product van de staat bedroeg in 2001 29 miljard dollar.

### Energie

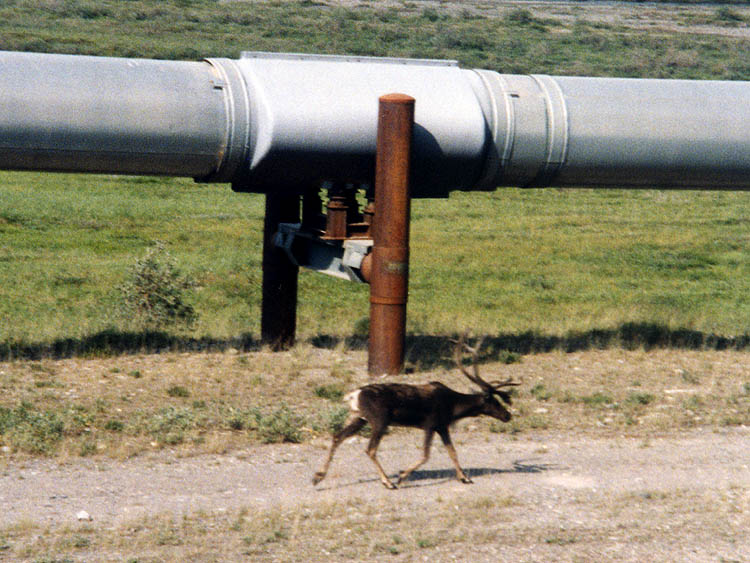
De Trans-Alaska Pipeline

In 1967 verkreeg BP, samen met partner Sinclair Oil, en het Amerikaanse oliebedrijf ARCO beiden een concessie voor het zoeken naar olie in Prudhoe Bay in het uiterste noorden van Alaska. Op 1 december 1967 boorde ARCO aardgas en olie aan. Een tweede boring 10 kilometer verder en een halfjaar later was een succes en hiermee was de vondst van een reusachtig olieveld bevestigd. Het was het grootste veld ooit ontdekt in Noord-Amerika.

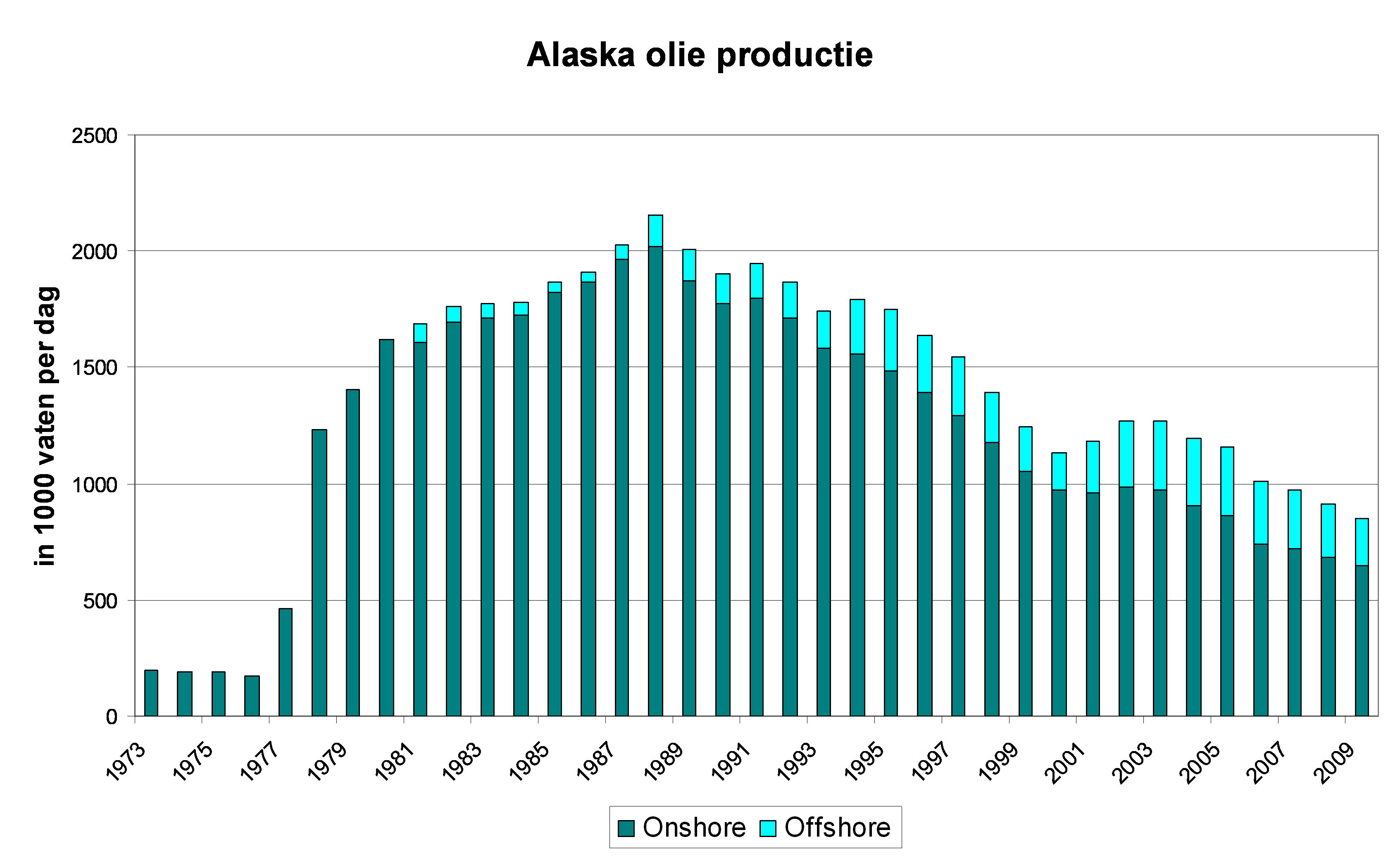
Olieproductie Alaska in 1973-2009. Bron: US Energy Information Administration

Om de olie af te voeren werd besloten een pijpleiding van 1300 kilometer aan te leggen van het uiterste noorden naar de zuidelijke havenplaats Valdez: de Trans-Alaskapijpleiding. De pijpleiding heeft een diameter van 120 cm (48 inch) en kostte in totaal meer dan 8 miljard dollar. Het duurde lang voor de vergunning voor de aanleg werd afgegeven, en de bouw duurde van april 1974 tot juni 1977. De eerste olie kwam korte tijd later aan in de olieterminal bij Valdez. Vandaar wordt de olie verder vervoerd naar raffinaderijen, onder andere, aan de Amerikaanse westkust. In 1988 werd iets meer dan twee miljoen vaten olie per dag door de pijpleiding vervoerd. Dit was de piek en de vervoerde hoeveelheden zijn sindsdien geleidelijk afgenomen naar 0,5 miljoen vaten in 2023.
Er wordt aardgas gewonnen in het zuiden van Alaska. In Kenai staat de enige lng-faciliteit van de Verenigde Staten. In 1969 startte hier de productie. Het aardgas is afkomstig van velden in de nabijgelegen Cook Inlet. Het gas wat in het noorden vrijkomt bij de productie van olie wordt teruggepompt om de druk in het velden te behouden en daarmee de olieproductie te stimuleren.
De vondst van het Prudhoe Bay-veld heeft geleid tot meer ontdekkingen in het noorden van Alaska. Kuparuk, het op een na grootste veld van Noord-Amerika, ligt ongeveer 65 kilometer ten westen van Prudhoe Bay en hier startte de olieproductie in 1981. De huidige oliereserves worden geschat op 3500 miljoen vaten, ofwel 18% van het totaal van de Verenigde Staten. Tussen 1977 en 1988 steeg de productie sterk naar twee miljoen vaten olie per dag waarna een geleidelijke daling optrad. Alaska was in 2009 na Texas de grootste olieproducerende staat van de Verenigde Staten.
De oliewinning heeft de economie van Alaska sterk gestimuleerd. Tot 2007 zijn er ruim 15 miljard vaten olie geproduceerd met een marktwaarde van 250 miljard dollar. De ontvangsten voor de staat Alaska bedroegen in totaal 113 miljard dollar, maar dit bedrag is berekend tegen de koopkracht van de dollar in 2007. Een deel van deze ontvangsten zijn gereserveerd voor toekomstige generaties wanneer de olie op is; dit fonds heeft een vermogen van 78 miljard dollar per 30 juni 2023. Jaarlijks keert het Alaska Permanent Fund een klein deel van het vermogen uit als dividend aan de inwoners van de staat.

## Infrastructuur

#### Wegennet
Alaska heeft nauwelijks een wegennet. De voornaamste weg is de Alaska Highway, die Alaska verbindt met Canada. Deze weg werd in 1942 aangelegd door het Amerikaanse leger om militair materieel over land te vervoeren in de strijd tegen Japan. De weg start in Canada bij Dawson Creek en eindigt 2290 kilometer verder bij Delta Junction in het hart van Alaska. Van de weg ligt 1303 kilometer in Alaska en de rest in British Columbia. De weg werd in 1948 geopend voor civiel verkeer. Nadien zijn talloze verbeteringen aangebracht; de route is ingekort naar 2238 kilometer en de weg is nu volledig geasfalteerd. Verder zijn er nog enkele wegen tussen de grote steden en de Klondike Highway, die Skagway met Canada verbindt.

#### Spoorwegnet
Alaska heeft één binnenlandse spoorlijn, de Alaska Railroad. Deze loopt van Fairbanks tot aan de kust en vervoert vracht en passagiers. Ook loopt een deel van de White Pass & Yukon Route door Alaska.

#### Waterwegen
Alaska wordt, behalve aan de grens met Canada, omsloten door zee. Een groot deel van het (vracht)transport van en naar Alaska gaat daarom over water.

#### De lucht
Vanwege het beperkte wegennet gaat het grootste deel van het transport in Alaska door de lucht. Er zijn talloze onverharde en verharde landingsbanen, maar ook watervliegtuigen worden veelvuldig gebruikt. Het belangrijkste vliegveld van Alaska ligt in Anchorage: Internationale luchthaven Ted Stevens Anchorage. Deze luchthaven werd in 1953 geopend. Tot de opening van het Russisch luchtruim in 1989 was het een belangrijke tussenstop. Vliegtuigen op reis tussen Europa en het Verre Oosten, over de Noordpool, en tussen Noord-Amerika en het Verre Oosten landden hier om brandstof bij te tanken. Na 1990, ook mede door het grotere bereik van nieuwe vliegtuigen, werd de luchthaven minder belangrijk. In 2000 werd het vliegveld hernoemd tot Ted Stevens Anchorage International Airport. Ted Stevens was een senator voor de staat Alaska. Per jaar maken nu ongeveer vijf miljoen passagiers gebruik van de Internationale luchthaven Ted Stevens Anchorage.
Door de aanwezigheid van grote vervoerders, zoals FedEx en UPS, staat de luchthaven hoog op de lijst met betrekking tot het luchtvrachtvervoer.

#### Pijpleidingen
Doordat Alaska voor een deel afhankelijk is van de olie-export, vormt de Trans-Alaskapijpleiding een belangrijk deel van de infrastructuur. In 2008 maakten BP en ConocoPhillips hun plannen bekend voor de aanleg van een gasleiding van het noorden van Alaska naar Alberta in Canada. De Denali Pipeline krijgt een diameter van 120 cm, waardoor 4,5 miljard kubieke voet aardgas kan worden vervoerd. De lengte wordt 2700 kilometer, tot Alberta, maar kan eventueel verlengd worden naar de afzetmarkten in de Verenigde Staten.

## Bestuurlijke indeling
Alaska is onderverdeeld in zestien boroughs. Veel van deze boroughs zijn groot en tegelijk dun bevolkt. Daarnaast valt het grootste deel van de staat onder het Unorganized borough wat geen borough is. Het beslaat 837.700 km² (ongeveer 20 keer Nederland) en is daarmee groter dan elke van de overige 49 staten van de Verenigde Staten.

## Politiek

### Federaal niveau
De staat Alaska is merendeels Republikeins gezind. Slechts één maal koos het tijdens presidentiële verkiezingen voor de Democratische kandidaat, Lyndon B. Johnson in 1964. In het 114e Amerikaans Congres (2015) zetelt een Republikeinse senator voor de staat Alaska. Sarah Palin was tussen december 2006 en juli 2009 gouverneur van Alaska en ze was de running mate van de Republikeinse presidentskandidaat John McCain bij de presidentsverkiezingen van 2008.

### Deelstaatniveau
Aan het hoofd van de uitvoerende macht van de staat staat een gouverneur, die direct gekozen wordt door de kiesgerechtigden in de staat.
Tijdens de gouverneursverkiezingen van 2018 werd Republikein Mike Dunleavy verkozen tot gouverneur van de staat Alaska. Hij versloeg in de verkiezingen de zittende gouverneur Bill Walker, een onafhankelijk politicus. Dunleavy werd op 3 december 2018 beëdigd. Dunleavy's running mate bij de verkiezingen was mede-Republikein Kevin Meyer, die vervolgens luitenant-gouverneur van Alaska is geworden.
De wetgevende macht bestaat uit het Huis van Afgevaardigden van Alaska met 40 leden en de Senaat van Alaska met 20 leden.

## Foto's

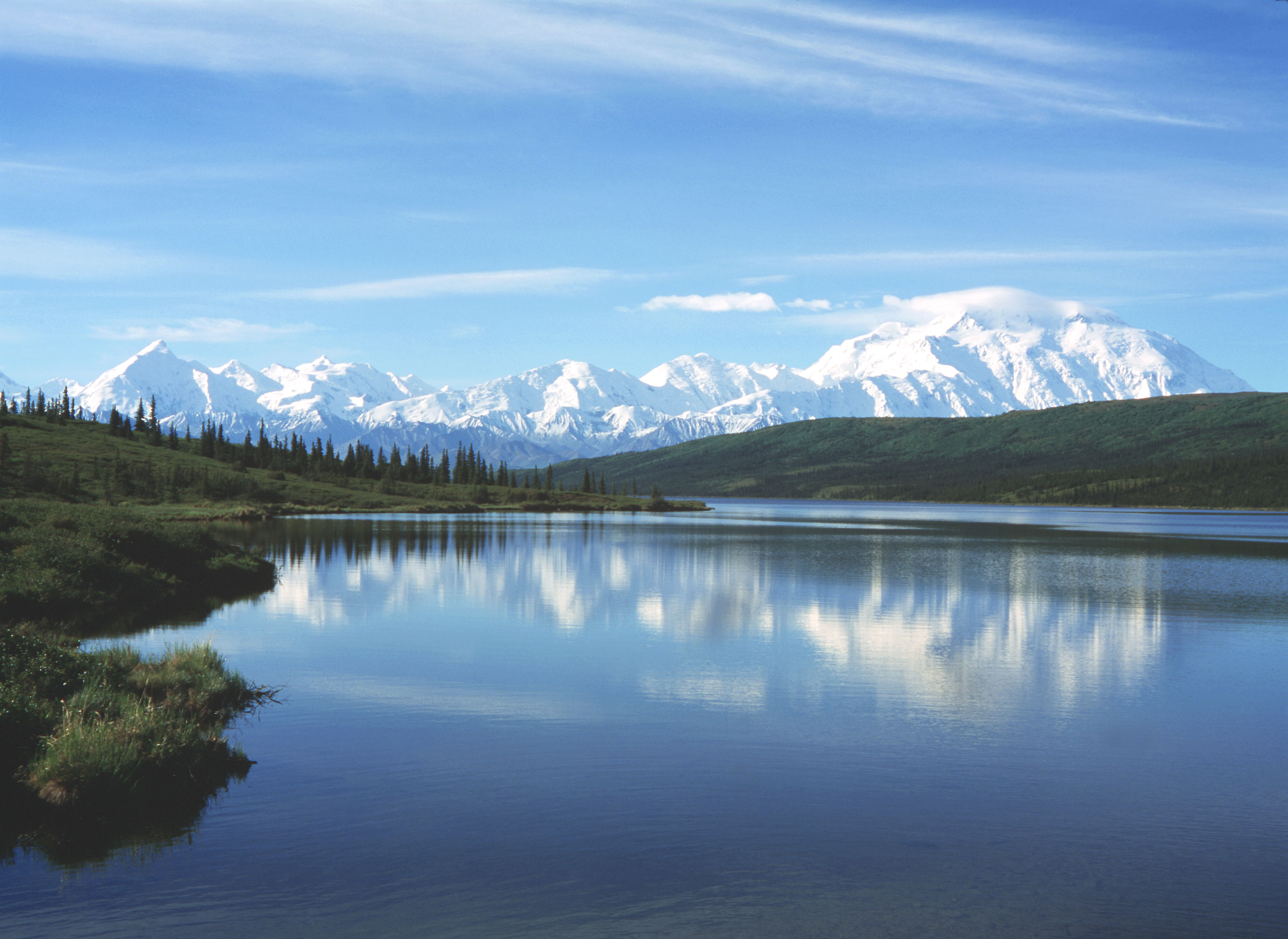
De Denali en het Wonder Lake
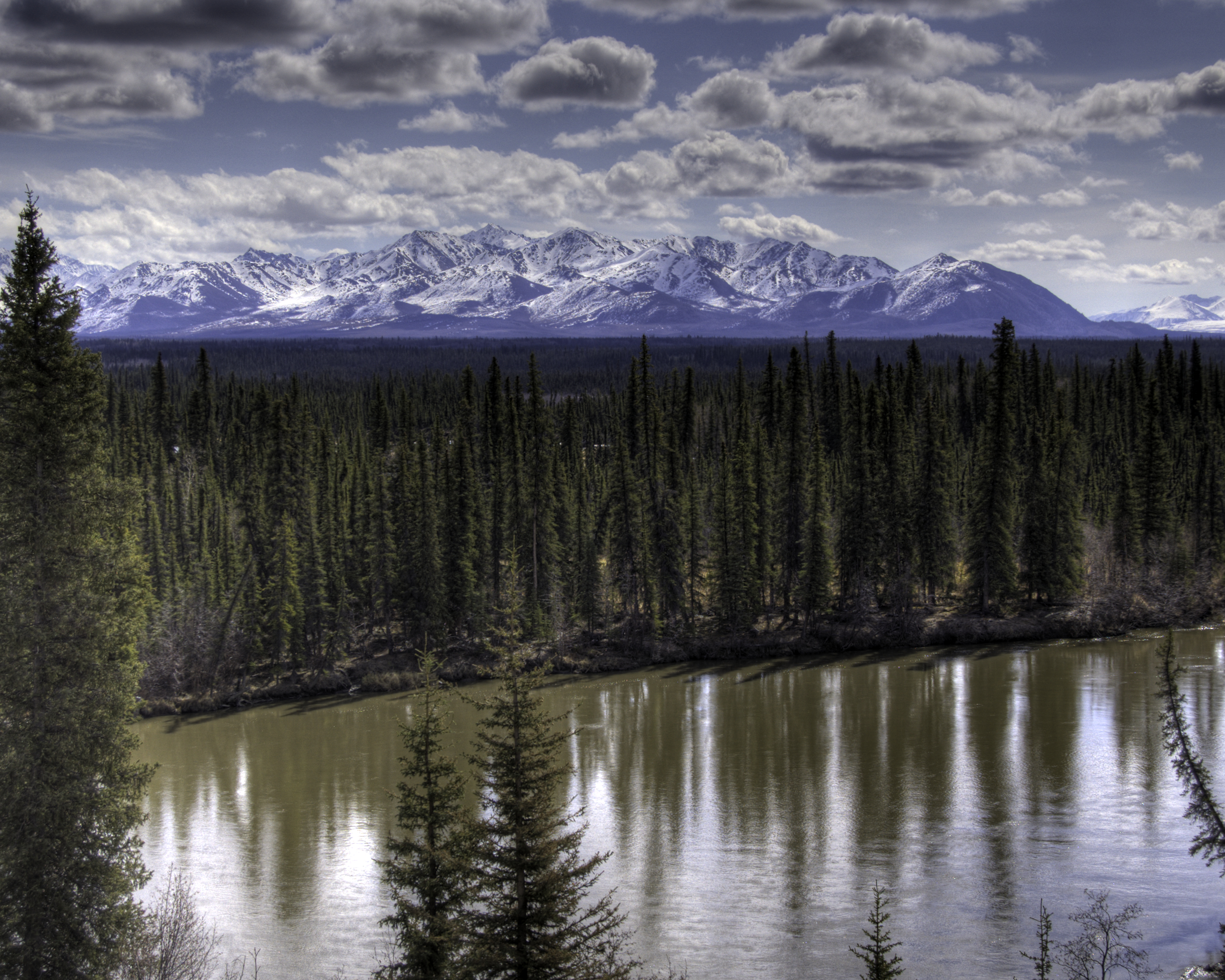
Sfeerbeeld van de Alaskaanse natuur
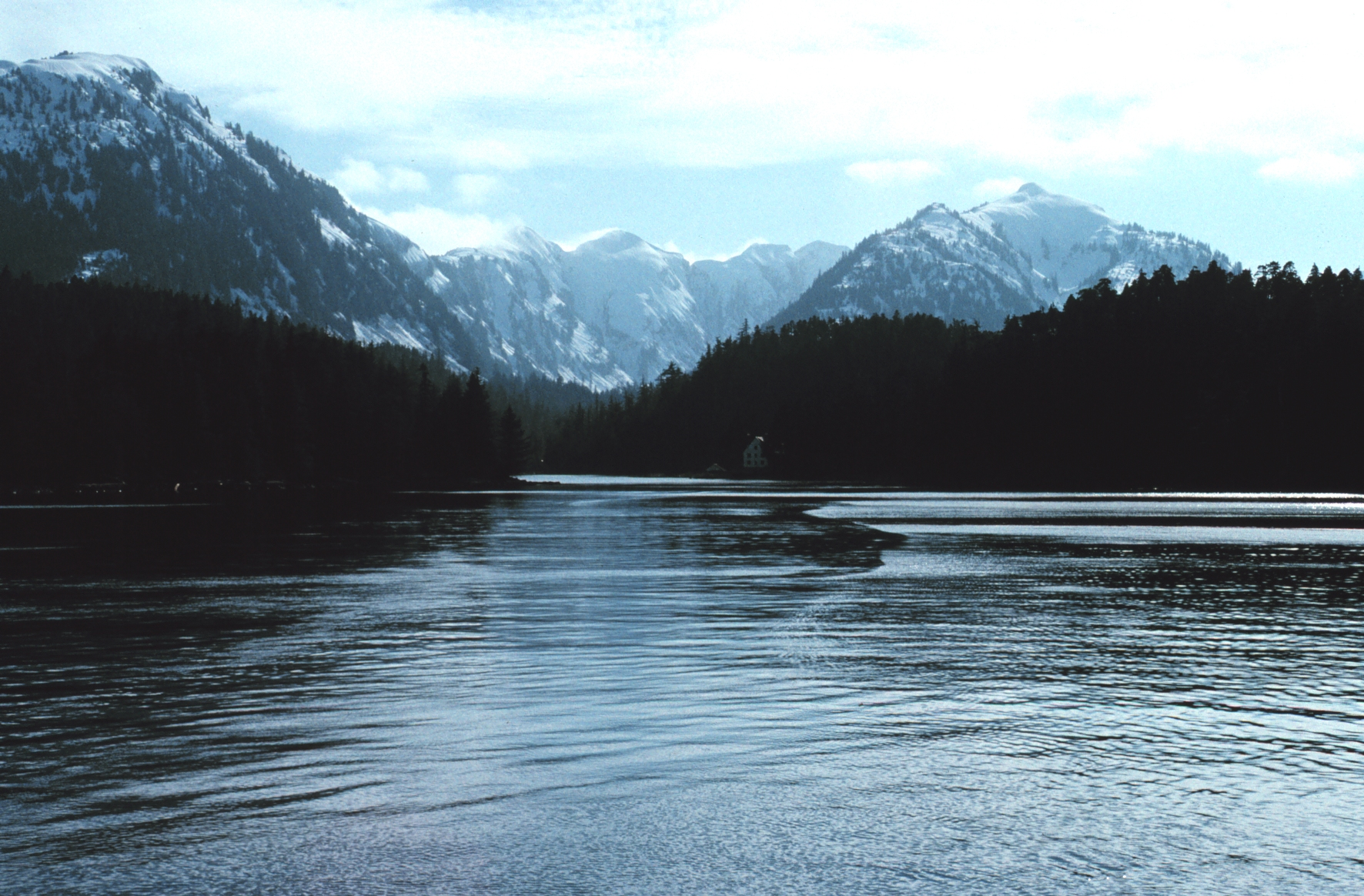
Gezicht op onderzoekstation Little Port Walter op het eiland Baranof
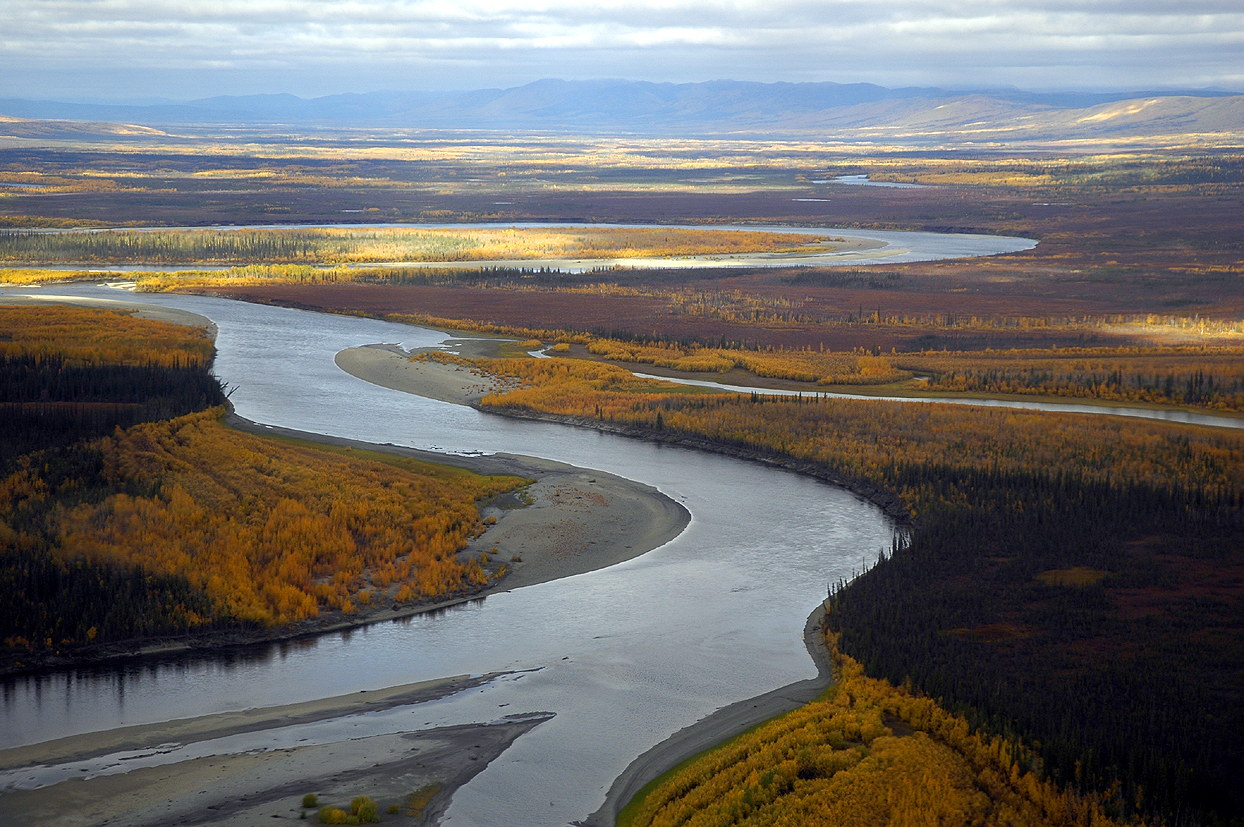
De rivier de Koyukuk vanuit de lucht in de herfst
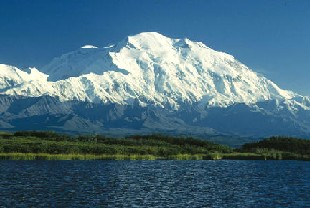
Denali
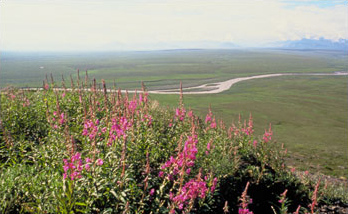
Toendralandschap in Alaska